# Yoshikazu Ebisu
Yoshikazu Ebisu (蛭子能収?, Ebisu Yoshikazu; Amakusa, 21 ottobre 1947) è un fumettista e attore giapponese.

## Biografia
Nato ad Amakusa, nella prefettura di Kumamoto (nella regione di Kyushu), ma cresciuto a Nagasaki, durante l’infanzia vive il trauma delle conseguenze della guerra e dell'arma atomica. Sin da bambino disegna manga sotto l'influenza di Osamu Tezuka e di Mitsuteru Yokoyama, e proprio di quest’ultimo è famelico lettore dell’opera Tetsujin 28 go (Super Robot 28)  pubblicato dal 1956 al 1966 sulla rivista Shōnen della casa editrice Kobundo di Tokyo e che fu il primo manga in cui compare un robot gigante . Alla fine degli anni ‘ 50 Ebisu scopre l’emergente genere gekiga e ne è immediatamente colpito. "I miei interessi e le mie tematiche mutarono “ ,ricorda, " passai dai giganteschi robot agli esseri umani e alle storie realistiche “.
Gli anni della scuola media formano fortemente il suo carattere, vittima di bullismo e incapace di reagire, mette in scena le sue frustrazioni disegnando fumetti in cui i cattivi vengono crudelmente uccisi. Attribuisce a questi anni la rabbia presente nei primi lavori pubblicati. Gli anni del liceo sono liberatori grazie alle attività del club d’arte del doposcuola, in quegli anni si appassiona molto all’illustrazione e alla grafica particolarmente al lavoro di Tadanori Yokoo,  influenza evidente nella sua produzione. Inoltre, egli stesso, attribuisce grande importanza all’influenza del cinema da Godzilla a Psyco  ai film  d'azione americani, in particolare Alamo diretto da Frank Lloyd con John Wayne, che diventano  spunto nell’invenzione di rappresentazioni sempre più originali e intense.
Lavora  in un laboratorio  di insegne come illustratore a Nagasaki per quattro anni prima di trasferirsi a Tokyo nel 1970. Il suo amore per il cinema è così forte che arrivato nella capitale il suo intento è quello di diventare sceneggiatore, dopo varie vicissitudini continua con lavori umili dall’istallatore di insegne al riciclatore di carta: le gioie e i malcontenti della classe operaia non sono soggetti astratti per Ebisu  trovando nella sua produzione artistica una sincera e spontanea espressione. Il suo primo lavoro, intitolato Pachinko (パチンコ?), appare per la prima volta nella rivista Garo il 19 agosto 1973, alla fine del primo periodo d'oro del manga underground giapponese , e le sue opere grottesche e cupamente surreali divennero subito un caposaldo del genere . Tematiche e disegni sono segnati da aspetti antisociali, anti-realistici e irrazionali. Quando il suo lavoro è stato accettato dalla rivista , racconta: "È stato il momento più felice della mia vita. Mi dissero che non potevano pagarmi. Ma a me non importava."
Anche se punto di riferimento di giovani artisti e lettori, negli ultimi anni Ebisu è conosciuto soprattutto come star televisiva. Ha collaborato in svariate occasioni con Takeshi Kitano. La sua figura di comico è immediatamente riconoscibile per le strade del Giappone, una personalità onnipresente nei talk show e negli spot pubblicitari, dove proietta un'aura di rassicurante mediocrità da "uomo qualunque", con abiti leggermente stropicciati, capelli fuori posto e un sorriso disarmante. Ironicamente, i fan del personaggio televisivo sono in gran parte inconsapevoli dei suoi celebri contributi all'arte del manga.

## Stile e tematiche
Ebisu disegna con un tratto duro, quasi primitivo, senza ombreggiature. Molte delle sue migliori opere ruotano attorno alla figura del salaryman (サラリーマン?, sararīman, letteralmente "lavoratore salariato"), uomini anonimi, colletti bianchi senza volto impiegati nel settore terziario. I suoi personaggi, sorta di alter ego, sono persone comuni la cui meschinità nasconde una psiche paranoica. Vivono in un mondo assolutamente ordinario, il mondo delle moderne città giapponesi, scialbi edifici per uffici e uomini d’affari, salotti di mahjong e usurai, treni e pendolari, locali notturni. Ma la normalità nella sua opera può frantumarsi in qualsiasi momento, creando un senso di assurdità e straniamento, ecco così materializzarsi improvvisamente dal nulla dischi volanti, treni proiettile, maiali antropomorfi. Storie ordinarie che si autodistruggono creando un effetto disturbante. Le storie di Ebisu sono un riflesso diretto della sua personalità idiosincratica avversa ai complessi codici di comportamento sociale che governano il Giappone, cosicché nelle sue opere, attraverso realismo e nonsense, destruttura, violenta e disseziona le nevrosi della natura umana e della moderna e cristallizzata società giapponese.

## Opere

### Pubblicate in Giappone
- Jigoku ni Ochita Kyoushi Demo  ( 地獄に堕ちた教師ども?), Serindo, 1981, ISBN 978-4883794300.
- Watashi no Kare wa Imi ga Nai   (私の彼は意味がない?), Serindo, 1982.
- Watashi wa Baka ni Naritai  ( 私はバカになりたい?), Serindo, 1982, ISBN 978-4883794447.
- Watashi wa Nani mo Kangaenai   (私は何も考えない?), Serindo, 1983.
- Geijutsu-Damashii ( ゲイジュツ魂?), Serindo, 1984.
- Kurutta Banana (  狂ったバナナ?), Tatsumi Shuppan, 1985.
- Jikken Densha  ( 実験電車  ?), Tatsumi Shuppan, 1985.
- Chou Tanpen Kessaku Mangashuu  ( 超短編傑作漫画集?), Takarajimasha Inc., 1985, ISBN 978-4880635262.
- Salaryman Kikippatsu (サラリーマン危機一発?), Kawade Shobo Shinsha ., 1985, ISBN 978-4309725024.
- Baka Banzai (  馬鹿バンザイ?), Serindo, 1986, ISBN 978-4309725024.
- Akarui Eigakan  ( 明るい映画館?), Hakusensha, 1987, ISBN 978-4592131083.
- Ebisu Yoshikazu no Jinsei Nikki  (蛭子能収の人生日記?), Serindo, 1989, ISBN 978-4792601874.
- Ikasu Bakuma Tengoku  (イカすバカウマ天国?), Hakusensha, 1990, ISBN 978-4592131373.
- Ebisu Fan Club  (蛭子ファンクラブ?), Takarajimasha Inc., 1992, ISBN 978-4796604291.
- Ebisu Manga (蛭子漫画?), Tatsumi Shuppan, 1993, ISBN 978-4886411020.
- Kuroi Gyanburaa ( 黒いギャンブラー?), Takeshobo, 1996, ISBN 978-4812450147.
- Kore wa Nanda!!  (これは何だ!! ?), Nihonbungeisha, 1996, ISBN 978-4537096651.
- Shiritsu Tantei Ebisu Yoshikazu  (私立探偵エビスヨシカズ?), Blues Interactions, 1997, ISBN 978-4938339296.
- Yuki to Onna to Ramen to - Gourmet Hen   (蛭子能収コレクション 雪と女とラーメンと グルメ編?), Magazine Five, 2003, ISBN 978-4434038891.
- Butao Japanese - Doubutsu Hen   (蛭子能収コレクション 動物編 豚男ジャパニーズ?), Magazine Five, 2004, ISBN 978-4434045073.
- Jigoku o Mita Otoko   (地獄を見た男  ?), Magazine Five, 2009, ISBN 978-4434038877.